# 1885 en sport
Cet article présente les faits marquants de l'année 1885 en sport.

## Athlétisme
- 10e édition du championnat britannique de cross-country à Manchester. William Snook s’impose en individuel ; Liverpool Harriers enlève le titre par équipe.
- 21 novembre : le Racing Club, club français d’athlétisme fondé en 1880, change de nom pour adopter celui de Racing club de France.
- 22 novembre : réunion internationale à Bruxelles organisée par le Running-Club de Bruxelles réunissant des athlètes belges, anglais et français.
- 6e édition des championnats AAA d'athlétisme de Grande-Bretagne.
  - James Cowie remporte le 100 yards.
  - L’Américain Lon Myers le 440 yards et le 880 yards.
  - William Snook le mile, le 4 miles, le 10 miles et le steeplechase.
  - Charles Daft le 120 yards haies.
  - L’Irlandais Patrick Kelly le saut en hauteur (1,80 m).
  - Tom Ray le saut à la perche (3,05 m).
  - L’Irlandais John Purcell le saut en longueur (6,67 m).
  - Donald McKinnon le lancer du poids (11,35 m).
  - L’Irlandais William Brry le lancer du marteau (33,17 m).
  - James Jervis le 7 miles marche.
- 10e édition des championnats d'athlétisme des États-Unis.
  - Malcolm Webster Ford (en) remporte le 100 yards et le 200 yards.
  - Mason Raborg le 440 yards.
  - Herbert Mitchell le 880 yards.
  - George Gilbert le mile.
  - Peter Skillman le 5 miles.
  - Alexander Jordan le 120 yards haies.
  - William Byrd Page le saut en hauteur (1,75 m).
  - Hugh Baxter le saut à la perche (3,12 m).
  - Malcolm Webster Ford (en) le saut en longueur (6,55 m).
  - Frank Lambrecht le lancer du poids (12,86 m) et le lancer du marteau (29,51 m).

## Aviron
- 28 mars : The Boat Race entre les équipes universitaires d'Oxford et de Cambridge. Oxford s'impose[1].
- 26 juin : régate universitaire entre Harvard et Yale. Harvard s'impose[2].

## Bandy
- Les équipes universitaires d'Oxford et de Cambridge s'affrontent à Saint-Moritz (Suisse) dans une partie de Bandy. Oxford s'impose 6-0.

## Baseball
- 10e édition aux États-Unis du championnat de baseball de la Ligue nationale. Les Chicago White Stockings s’imposent avec 87 victoires et 25 défaites.
- 1er octobre : fondation dans la banlieue de New York du club des Cuban Giants. Cette formation professionnelle n'aligne que des joueurs noirs ; c'est la première du genre.
- 5 octobre : 4e édition aux États-Unis du championnat de baseball de l'American Association. Les St. Louis Browns s’imposent avec 79 victoires et 33 défaites.
- 14/24 octobre : 2e édition aux États-Unis des World's Championship Series de baseball entre les champions de l'American Association et de la Ligue nationale. En une série de sept matches, Chicago White Stockings et St. Louis Browns (3-3-1).

## Boxe
29 août : dans le Parc de Chester, à Cincinnati, l'Américain John L. Sullivan bat en six rounds son compatriote Dominick McCaffrey selon les nouvelles règles codifiées par le marquis de Queensberry. Sullivan conserve son titre jusqu'en 1892 .

## Combiné nordique
- 5e édition de la Husebyrennet. Elle se déroule à Ullern, près d'Oslo. L'épreuve, disputée sur un tremplin de 20 mètres et sur une piste de 4 kilomètres est remportée par Mikkjel Hemmestveit, outre le combiné, ce dernier remporte également la compétition de ski de fond, disputée sur 4 kilomètres.

## Cricket
- 2 - 5 janvier : 2e des cinq test matches de la tournée australienne de l’équipe anglaise de cricket. L’Angleterre bat l’Australie par 9 wickets.
- 20 - 24 février : 3e des cinq test matches de la tournée australienne de l’équipe anglaise de cricket. L’Australie bat l’Angleterre par 6 runs.
- 14 - 17 mars : 4e des cinq test matches de la tournée australienne de l’équipe anglaise de cricket. L’Australie bat l’Angleterre par 8 wickets.
- 21 - 25 mars : 5e des cinq test matches de la tournée australienne de l’équipe anglaise de cricket. L’Angleterre bat l’Australie par 98 runs. L’Angleterre remporte la série des Ashes par 3 à 2.
- Le Nottinghamshire County Cricket Club est sacré champion de Cricket en Angleterre[4].

## Cyclisme
- Inauguration du Vélodrome de Montpellier et fondation du journal sportif Le Veloceman.
- Fondation à Bordeaux du journal sportif, Le Véloce-sport.
- 6e édition de la course cycliste suisse : le Tour du lac Léman. Muller s’impose.
- 6 décembre : fondation à Pavie de l’Unione Velocipedistica Italiana.

## Football
- Février : affluence record au Four Acres à l'occasion d'un match de FA Challenge Cup opposant West Bromwich Albion FC à Burnley FC : 16 393 spectateurs.
- 28 février : à Glasgow (Hampden Park), finale de la 12e édition de la Coupe d'Écosse. Renton bat Vale of Leven, 3-1. 5 500 spectateurs.
- 4 avril : finale de la 14e FA Challenge Cup (116 inscrits). Blackburn Rovers 2, Queen's Park FC 1. 12 500 spectateurs au Kennington Oval.
- 20 juillet : après deux ans de débats, la FA autorise le professionnalisme, mais tient à encadrer ce statut. Les autres fédérations britanniques (surtout les Écossais), mais aussi la Sheffield Association sont opposées à cette évolution.
- Des employés écossais de l’usine londonienne de confiture Morton & Co. fondent le club de football de Millwall FC.

## Football australien
- South Melbourne remporte le championnat de la Victorian Football League. en restant invaincu (22 victoires et 3 nuls). South Adelaide champion de South Australia, Sydney champion de NSW et Rovers champion du Western.

## Golf
- 3 octobre : Bob Martin remporte l'Open britannique à l'Old Course de St Andrews[5].

## Jeu de paume
- L’Américain Tom Pettitt succède à Lambert comme « Champion du monde » de Jeu de Paume.

## Patinage de vitesse
- Première compétition de patinage de vitesse sur piste à Hambourg. Le Norvégien Axel Paulsen remporte l’épreuve.

## Rugby à XV
- 3 janvier : l’Angleterre bat le Pays de Galles à Rathmines.
- 7 février : l’Angleterre bat l’Irlande à Manchester.

## Ski
- L’hôtelier suisse de Saint-Moritz Johannes Badrutt propose des paires de ski à ses hotes afin de les divertir pendant l’hiver.
- Saint-Moritz inaugure la Cresta Run, première piste de luge à murs de guidage.

## Sport hippique
- Angleterre : Melton gagne le Derby d'Epsom[6].
- Angleterre : Roquefort gagne le Grand National[7].
- Irlande : St Kevin gagne le Derby d'Irlande[8].
- France : Reluisant gagne le Prix du Jockey Club[9].
- France : Barberine gagne le Prix de Diane[10].
- Australie : Sheet Anchor gagne la Melbourne Cup[11].
- États-Unis : Joe Cotton gagne le Kentucky Derby[12].
- États-Unis : Tyrant gagne la Belmont Stakes[13].

## Tennis
- 4 - 17 juillet : 9e édition du Tournoi de Wimbledon. Le Britannique William Renshaw s’impose en simple hommes. La Britannique Maud Watson en simple femmes. Les Britanniques William Renshaw et Ernest Renshaw remportent le double.
- 18 - 22 août : 5e édition du championnat des États-Unis. L’Américain Richard Sears s’impose en simple hommes. Les Américains Richard Sears associé à Joseph Clark s'imposent en double.

## Voile
- Aubrey Crocker sur Puritan remporte la Coupe de l'America.

## Naissances
- 2 janvier : Anna Hübler, patineuse artistique de couple allemande. († 5 juillet 1976).
- 8 janvier : Mór Kóczán, athlète de lancers hongrois puis tchécoslovaque. († 30 juillet 1972).
- 9 janvier : Charles Bacon, athlète de haies américain. († 15 novembre 1968).
- 13 janvier : Art Ross, hockeyeur sur glace puis entraîneur et dirigeant sportif américain-canadien. († 5 août 1964).
- 15 janvier : Miles Burke, boxeur américain. († 25 décembre 1928).
- 21 janvier : André Lagache, pilote de courses automobile français. († 2 octobre 1938).
- 22 janvier : 
  - Eugène Christophe, coureur cycliste français. († 1er février 1970).
  - Harold A. Wilson, athlète de demi-fond et de fond britannique. († 17 mai 1932).
- 5 février : Burton Downing, cycliste sur piste américain. († 1er janvier 1929).
- 15 février : Albert Jenicot, footballeur français. († 22 février 1916).
- 11 mars : Malcolm Campbell, pilote de courses automobile britannique. († 31 décembre 1948).
- 13 mars : Julien du Rhéart, footballeur français. († 29 janvier 1963).
- 17 mars :
  - Ralph Rose, athlète de lancers américain. († 16 octobre 1913).
  - Henry Taylor, nageur anglais. († 28 février 1951).
- 20 mars : Vernon Ransford, joueur de cricket australien. († 19 mars 1958).
- 23 mars :
  - Platt Adams, athlète de sauts américain. († 27 février 1961).
  - Izidor Kürschner, footballeur puis entraîneur hongrois. († 13 octobre 1941).
- 24 mars : Charles Daniels, nageur américain. († 8 août 1973).
- 30 mars : Charles Poulenard, athlète de sprint français. († 10 novembre 1958).
- 1er avril : Émile Sartorius, footballeur français. († ? novembre 1933).
- 6 avril : 
  - Arthur Brown, footballeur anglais. († 27 juin 1944).
  - Jules Goux, pilote de courses automobile français. († 6 mars 1965).
- 8 avril : 
  - Albert Schaff, footballeur français. († 21 avril 1968).
  - Louis Schubart, footballeur français. († 23 novembre 1954).
- 17 avril : Toine van Renterghem, footballeur néerlandais. († 1er mars 1967).
- 19 avril : John Stol, cycliste sur piste néerlandais. († 26 juillet 1973).
- 21 avril : Harry Hampton, footballeur anglais. († 15 mars 1963).
- 26 avril : Marcello Bertinetti, épéiste et sabreur ainsi que footballeur italien. († 31 juillet 1967).
- 12 mai : Georges Bilot, footballeur français. († 9 février 1964).
- 15 mai : Jimmy Brownlie, footballeur puis entraîneur écossais. († 29 décembre 1973).
- 19 mai : Bjørn Rasmussen, footballeur danois. († 9 août 1962).
- 20 mai : Giovanni Gerbi, cycliste sur route italien. († 6 mai 1955).
- 22 mai : Maurice Bardonneau, cycliste sur route français. († 3 juillet 1958).
- 30 mai : Ethel Muckelt, patineuse artistique individuelle britannique. († 13 décembre 1953).
- 11 juin : Jack Marks, hockeyeur sur glace canadien. († 20 août 1945).
- 23 juin : Joseph Delvecchio, footballeur français. († 20 mars 1971).
- 30 juin : Heinrich Schomburgk, joueur de tennis allemand. († 29 mars 1965).
- 9 juillet : Caius Welcker, footballeur néerlandais. († 13 février 1939).
- 10 juillet : Francisco Olazar, footballeur puis entraîneur argentin. († 25 septembre 1958).
- 30 juillet : Russell Van Horn, boxeur américain. († 11 mars 1970).
- 18 août : Tim Ahearne, athlète de sauts britannique. († 12 décembre 1968).
- 19 août : Robert Rowe, hockeyeur sur glace canadien. († 21 septembre 1948).
- 27 août : Adrien Filez, footballeur français. († 15 octobre 1965).
- 29 août : Ugo Sivocci, pilote de courses automobile italien. († 8 septembre 1923).
- 30 août : Nils von Kantzow, gymnaste artistique suédois. († 7 février 1967).
- 10 septembre :
  - Albert Jenicot, footballeur français. († 19 juillet 1915).
  - Albert Shepherd, footballeur anglais. († 8 novembre 1929).
- 11 septembre : Marcel Communeau, joueur de rugby à XV français. († 21 juin 1971).
- 15 septembre : Georges Parent, cycliste sur piste français. († 22 octobre 1918).
- 27 septembre : Tommy Smith, hockeyeur sur glace canadien. († 1er août 1966).
- 1er octobre : Bert Freeman, footballeur anglais. († 11 août 1955).
- 7 octobre : Nils Hellsten, gymnaste suédois. († 14 novembre 1963).
- 16 octobre : Dorando Pietri, athlète de fond italien. († 7 février 1942).
- 25 octobre : Xavier Lesage, cavalier de dressage français. († 3 août 1968).
- 26 octobre : Dougie Morkel, joueur de rugby XV sud-africain. († 20 février 1950).
- 27 octobre : Hugh Lehman, hockeyeur sur glace canadien. († 8 avril 1961)
- 30 octobre : Leonard Peterson, gymnaste suédois. († 15 avril 1956).
- 7 novembre : Rusty Crawford, hockeyeur sur glace canadien. († 19 décembre 1971).
- 17 novembre : Otto Trieloff, athlète de sprint allemande. († 6 juillet 1967).
- 18 novembre : Phog Allen, entraîneur de basket-ball américain. († 16 septembre 1974).
- 19 novembre : Raoul Gressier, footballeur français. († 1915).
- 20 novembre : George Holley, footballeur anglais. († 27 août 1942).
- 7 décembre : Mason Phelps, golfeur américain. († 2 septembre 1945).
- 21 décembre : 
  - Marcel Cadolle, cycliste sur route français. († 21 août 1956).
  - Frank Patrick, hockeyeur sur glace puis entraîneur et dirigeant sportif canadien. Directeur de la LNH. († 29 juin 1960).
- 25 décembre : Jock Simpson, footballeur anglais. († 4 janvier 1959).